# 明戈 (堪薩斯州)
明戈（Mingo）為一座位在美國堪薩斯州托馬斯縣的非建制地區。海拔高度948公尺（3,110英尺），聯邦資料處理標準代碼為20-47025，地名資訊系統編號為471261。

## 歷史
此社區的郵政局於1888年10月3日開設，時稱瑟福德（Thurford），而後於1894年4月4日更名為明戈，1940年5月15日裁撤。